# Ethiovertex macrosetosus
Ethiovertex macrosetosus är en kvalsterart som beskrevs av Sandór Mahunka 1982. Ethiovertex macrosetosus ingår i släktet Ethiovertex och familjen Scutoverticidae. Inga underarter finns listade i Catalogue of Life.